# Chou (plante)
Pour les articles homonymes, voir Chou.
Taxons concernés
Dans la famille Brassicaceae :
- Les genres :
  - Brassica
  - Crambe
  - Pringleamodifier

« Chou » est un nom vernaculaire ambigu désignant en français certaines espèces, sous-espèces ou variétés de plantes appartenant généralement à la famille des Brassicaceae, mais aussi à d'autres familles botaniques. Ce sont souvent des légumes comestibles dont on consomme généralement les feuilles, mais aussi l'inflorescence charnue (chou-fleur) ou la tige renflée (chou-rave).
Les choux sont majoritairement classés dans le genre Brassica. L'espèce la plus connue est le chou commun et ses multiples variétés cultivées.

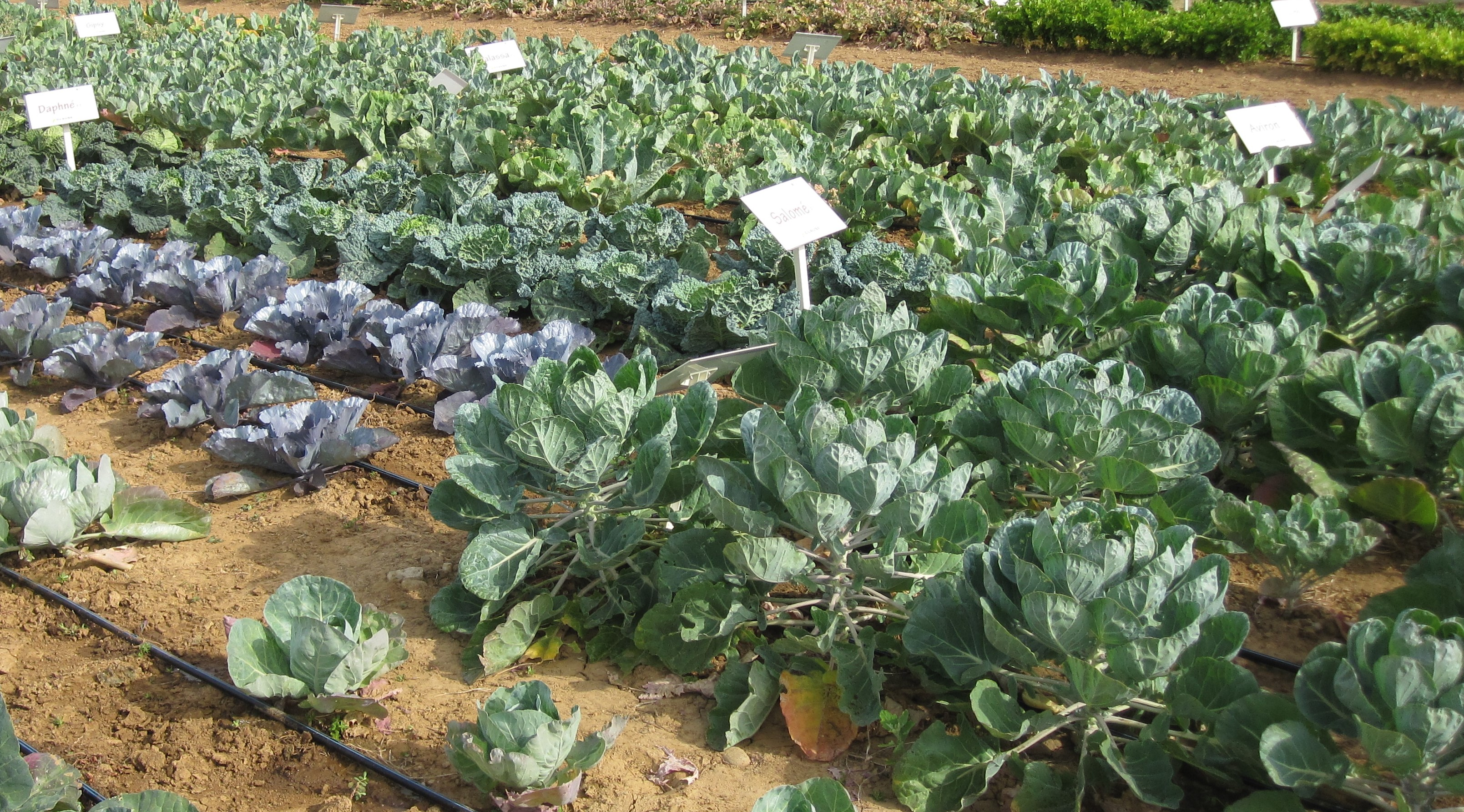
Collection de variétés de choux.

## Espèces et variétés appelées choux
Note : pour faciliter les recherches certaines plantes peuvent figurer en double.

### Famille desBrassicaceae

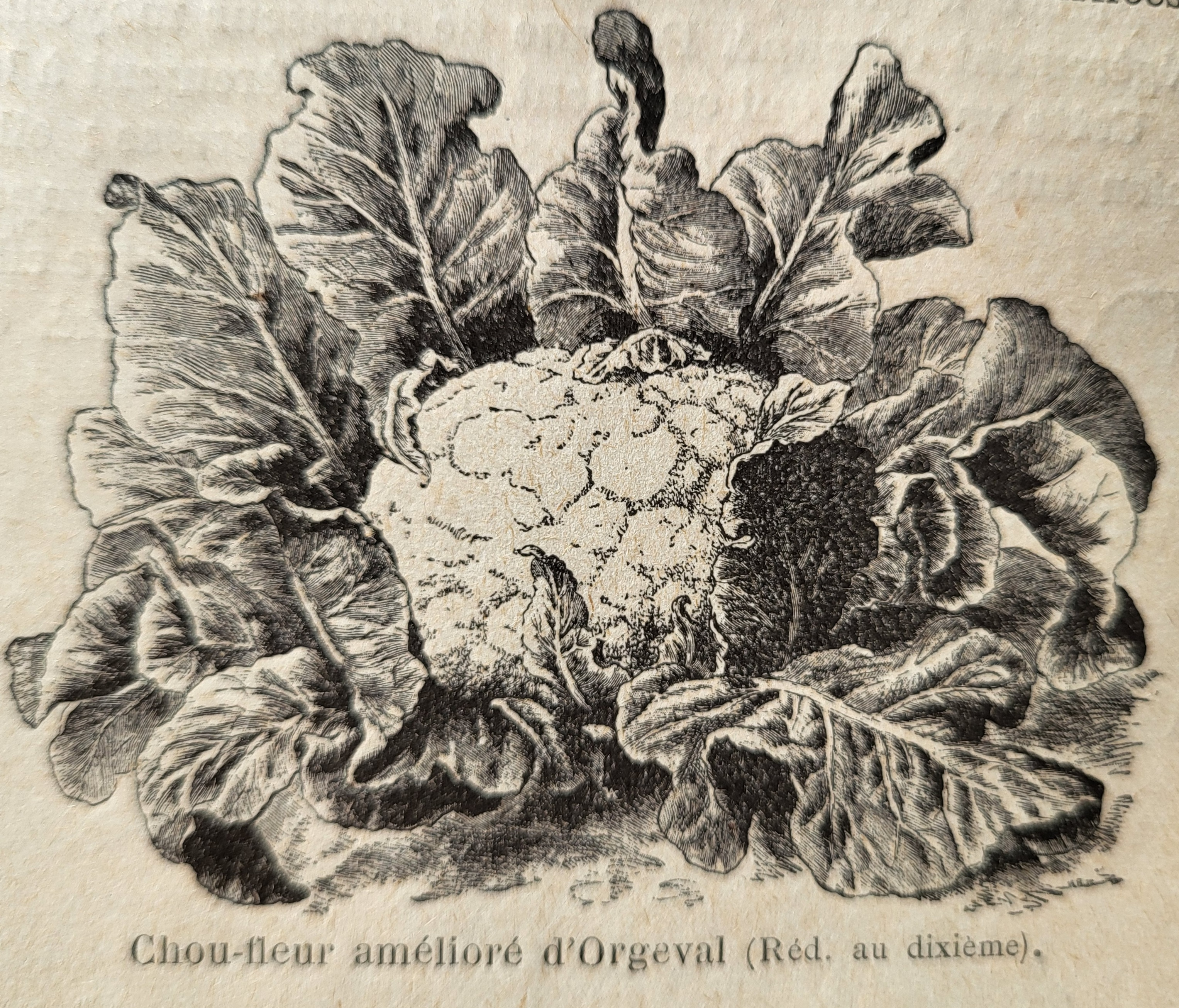
Chou-fleur amélioré d'Orgeval (Vilmorin 1904).

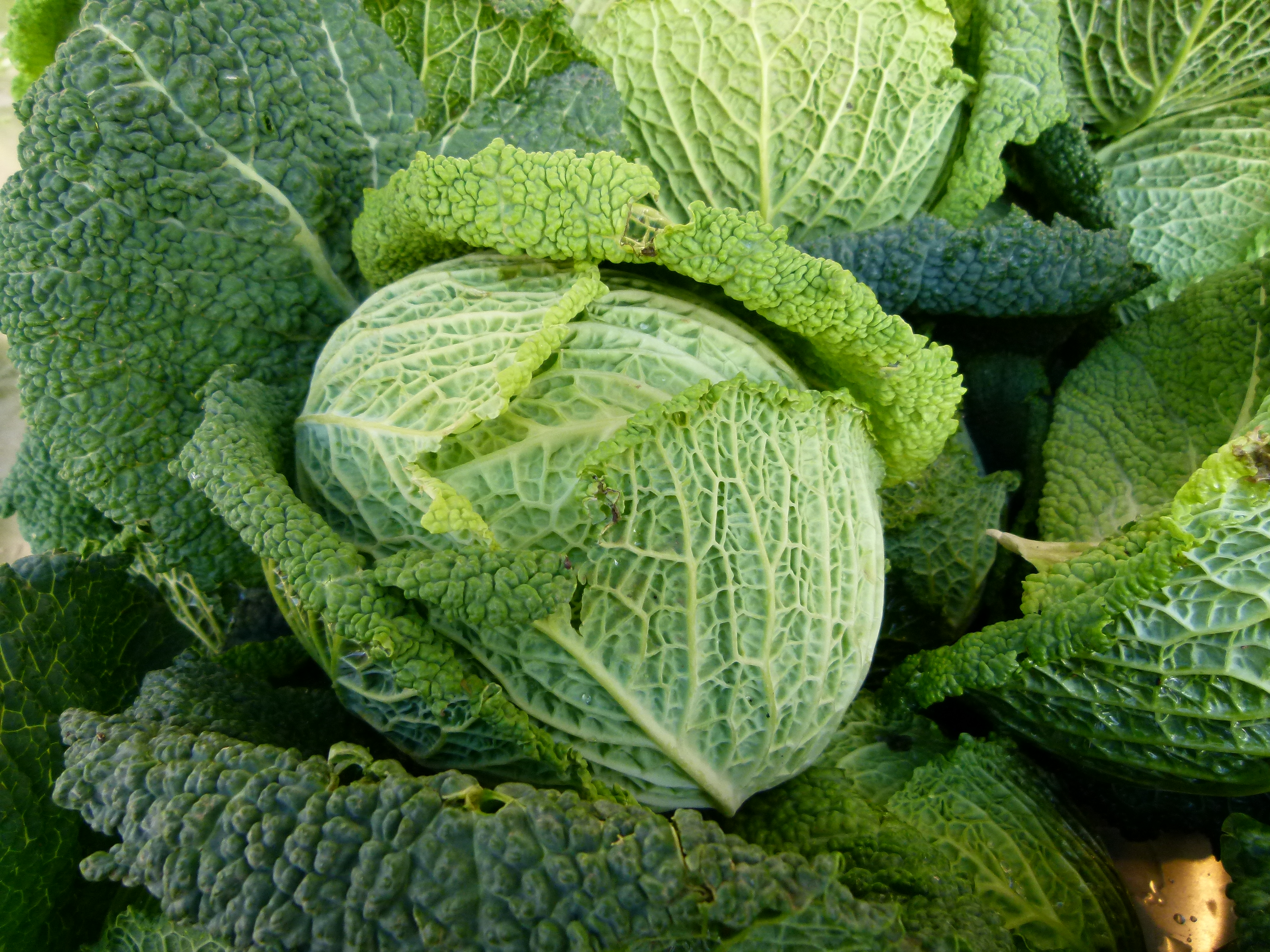
Chou de Milan.

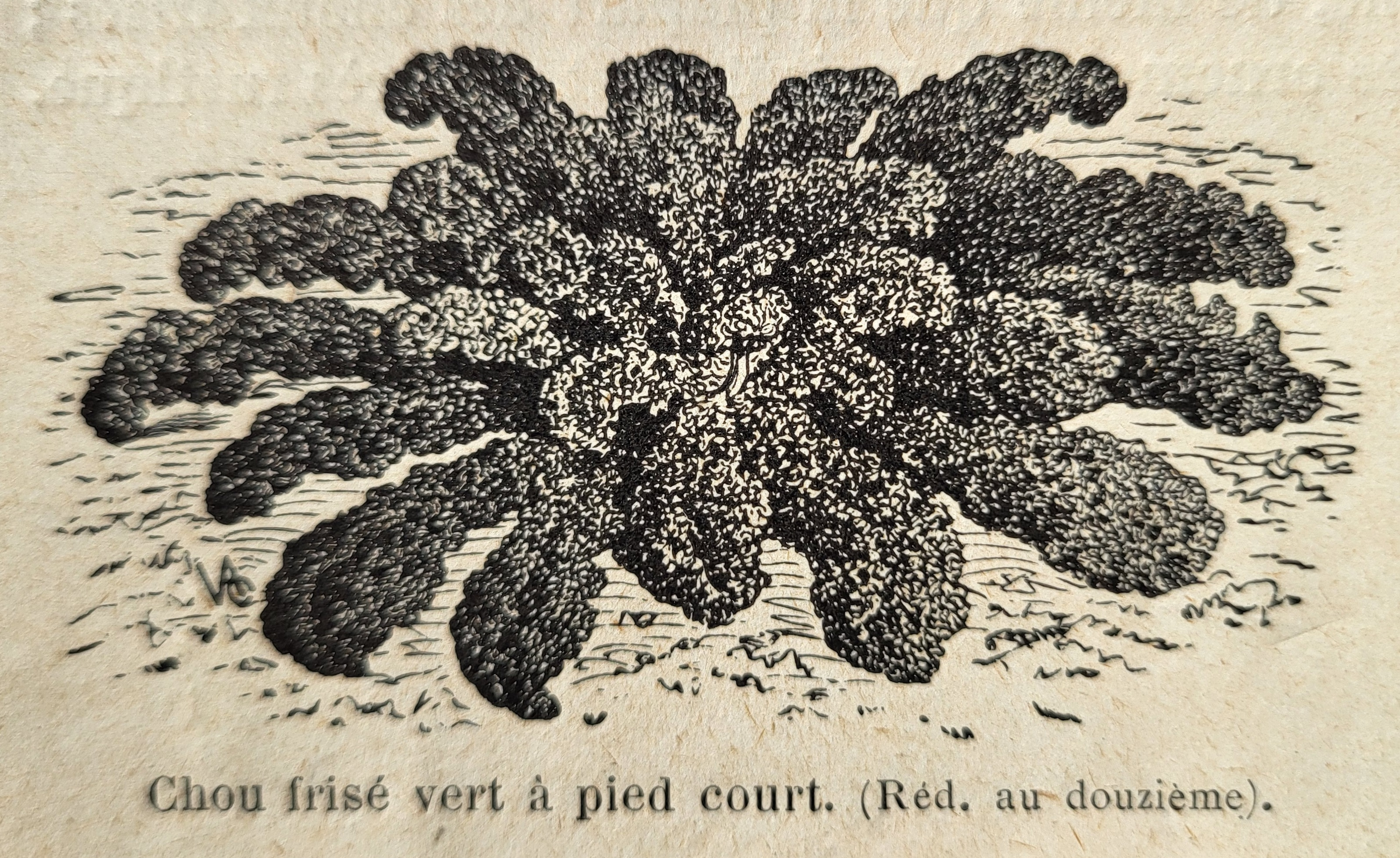
Chou frisé vert à pied court (Vilmorin 1904).

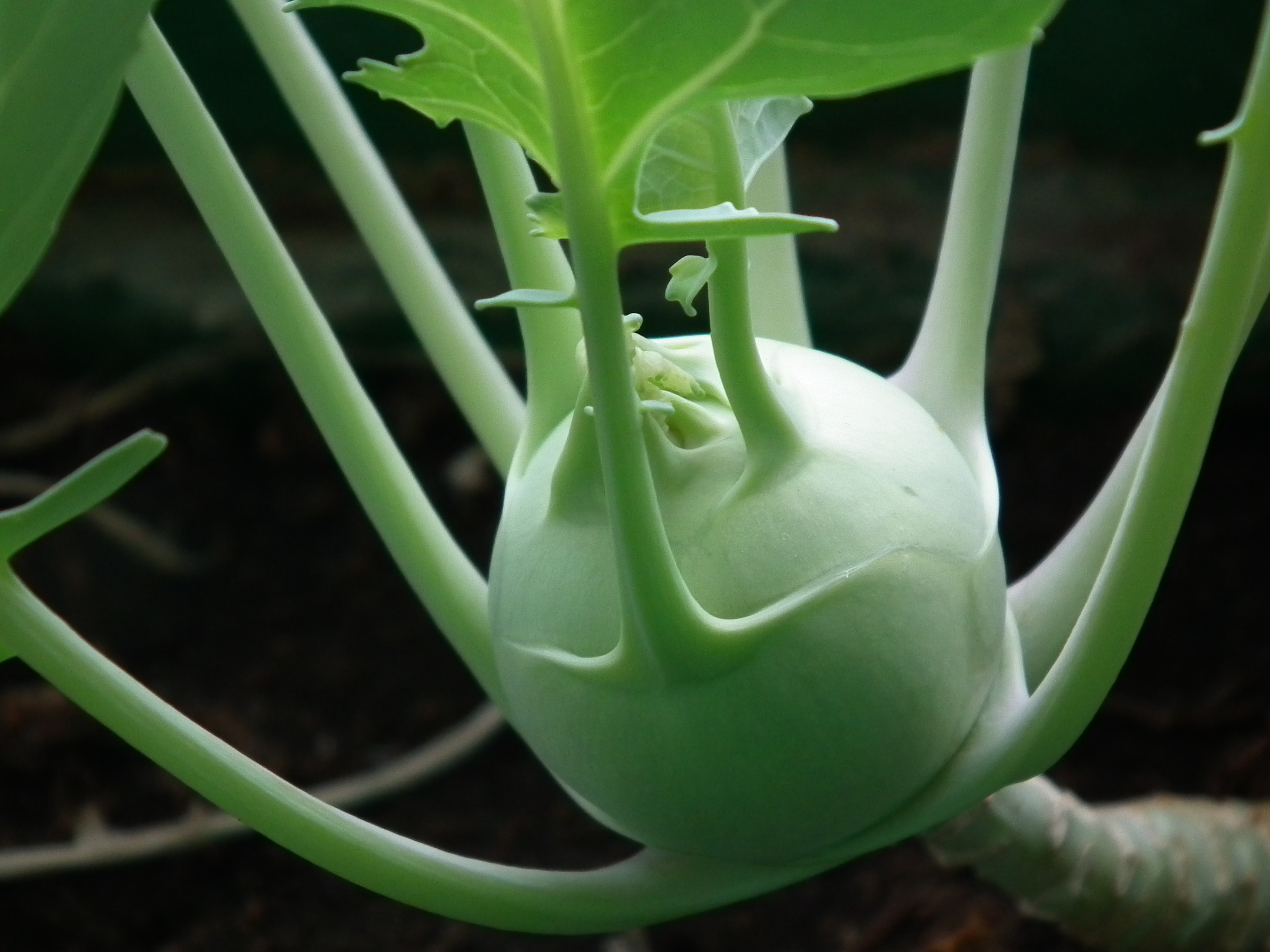
Chou-rave.

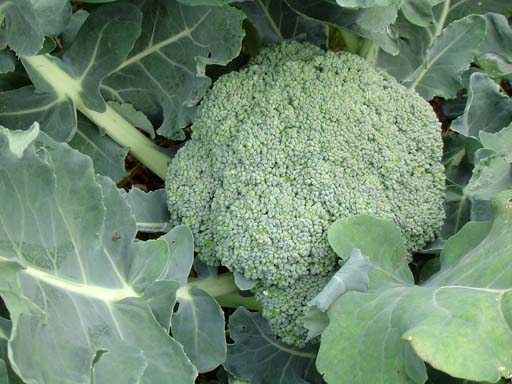
Chou brocoli.

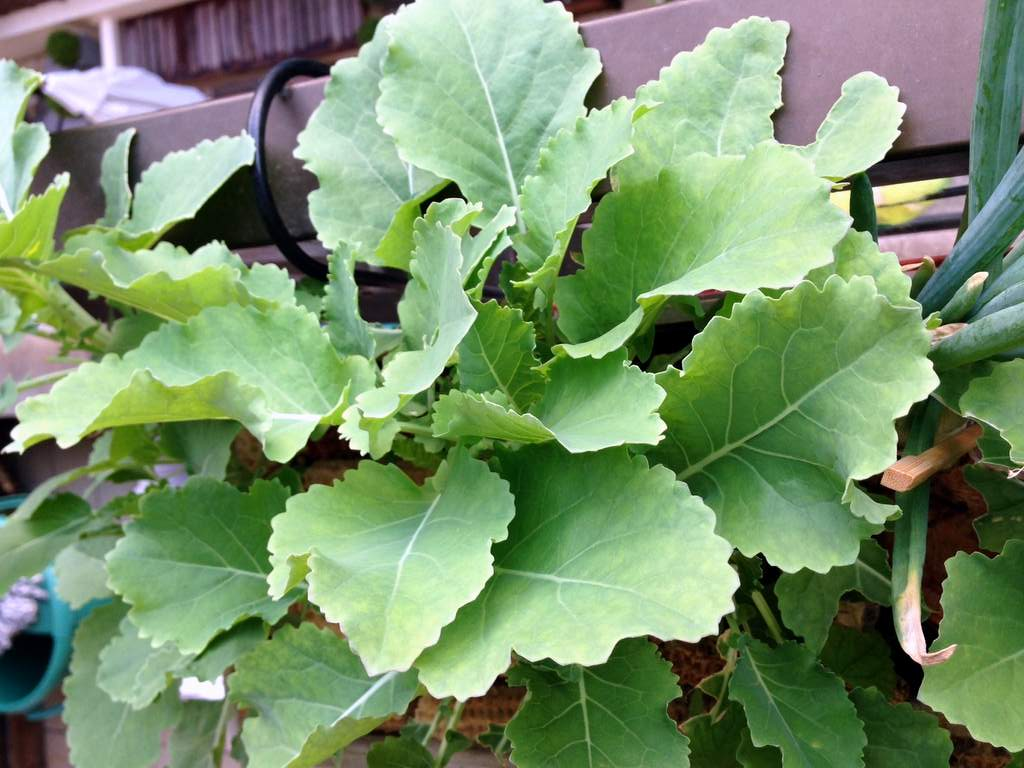
Chou perpétuel.

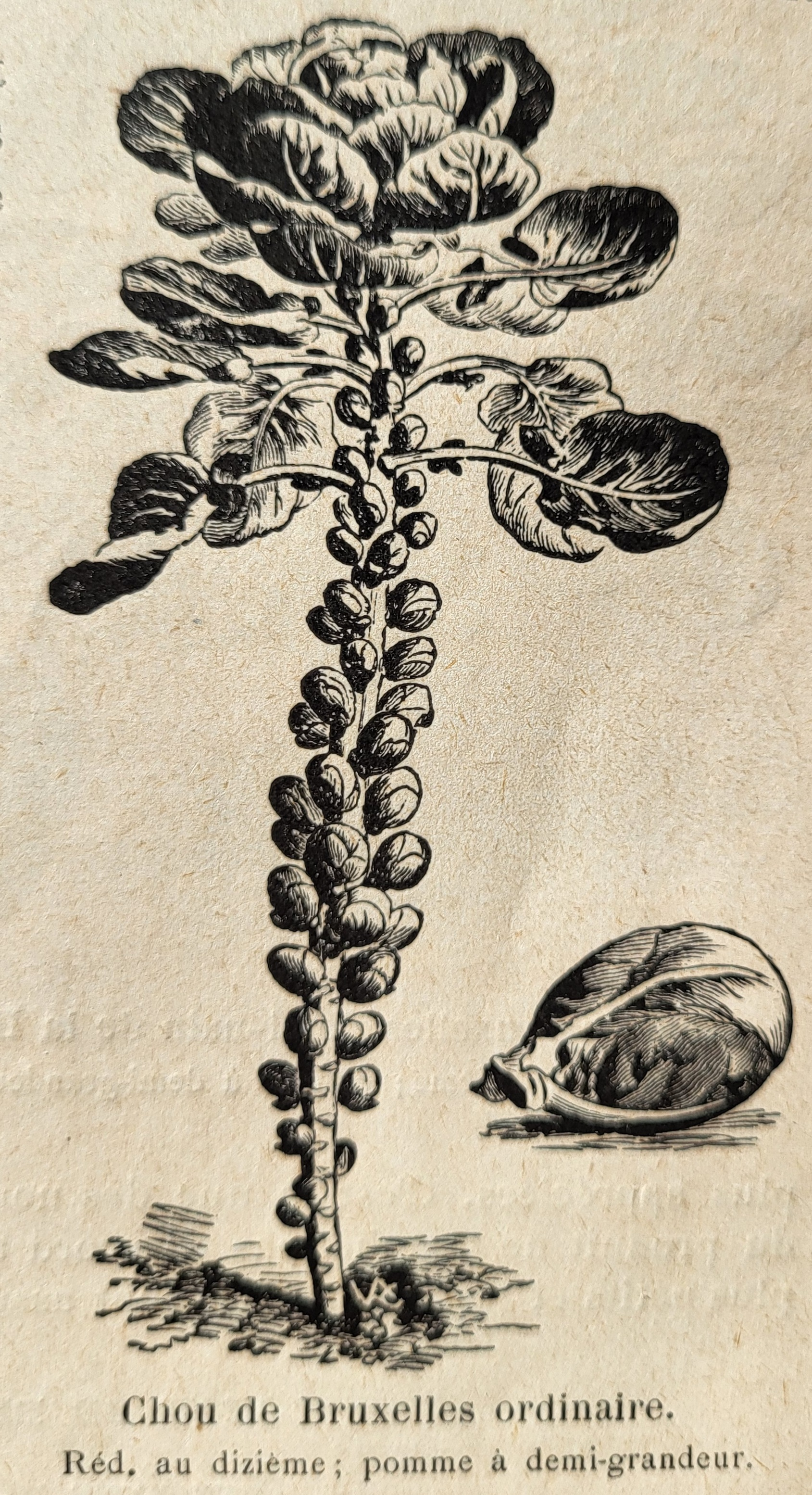
Chou de Bruxelles ordinaire (Vilmorin 1904).

#### GenreBrassica
Les différents types de choux sont difficiles à classifier du fait de l'extrême diversité de leurs formes, leurs couleurs, leurs utilisations selon les pays où ils sont cultivés et utilisés de manières diverses. De nombreuses dénominations se recoupent et il est possible de les classer en plus de 20 groupes.
Par ordre alphabétique on peut citer:
- Cabbage - Brassica oleracea var. capitata
- Chou d'aigrette - Brassica oleracea acephala sabellica
- Chou allongé - Brassica elongata[3]
- Chou atlas (chou plat, chou taïwanais) Brassica oleracea var. capitata alba
- Chou brocoli - Brassica oleracea var. italica
- Chou de Bruxelles - Brassica olearacea var. gemmifera
- Chou chinois ou Chou de Chine - Brassica rapa L. subsp. chinensis
- pak choi ou bok choy - Brassica rapa L. subsp. chinensis
- Chou cabus - Brassica oleracea var. capitata
- Chou cavalier - Brassica oleracea var. viridis
- Chou de Chypre - voir Chou-fleur Brassica oleracea var. botrytis
- Chou commun - Brassica oleracea subsp. oleracea
- Chou Daubenton -  Chou vivace Brassica oleracea var. ramosa
- Chou élancé - Brassica elongata[3]
- Chou-fleur - Brassica oleracea var. botrytis
- Chou fourrager - voir Chou cavalier Brassica oleracea var. viridis
- Chou frangé - voir chou frisé  Brassica oleracea var. sabauda
- Chou frisé - Brassica oleracea var. sabauda
- Chou à grosses côtes - Brassica oleracea var. costata
- Chou kale  (chou non pommé) Brassica oleracea var. viridis
- Chou lacinié - kale voir chou frisé Brassica oleracea var. sabauda
- Chou de Milan Brassica oleracea var. sabauda""
- Chou ornemental Chou d'ornement Brassica oleracea subsp. oleracea
- Chou nouveau Brassica oleracea L. var. capitata L. f. pyramidalis
- Chou palmier - Brassica oleracea var. palmifolia
- Chou Daubenton Brassica oleracea var. ramosa
- Chou pommé - voir Chou cabus Brassica oleracea var. capitata
- Chou de Pékin - Brassica rapa subsp. pekinensis
- Chou pé-tsaï - Brassica rapa subsp. pekinensis
- Chou pointu Brassica oleracea L. var. capitata L. f. pyramidalis
- Chou-rave - Brassica oleracea var. gongylodes
- Chou romanesco - Brassica oleracea var. botrytis
- Chou rouge - Brassica oleracea var. capitata f. rubra
- Chou moellier - Brassica olearacea var. medullosa
- Chou de Milan - Brassica olearacea var. sabauda
- Chou sauvage - Brassica olearacea var. oleracea
- Chou de Tournefort - Moutarde africaine - Brassica tournefortii
- Chou vivace ou Chou Daubenton - Brassica oleracea var. ramosa
- Chou vert - Brassica olearacea var.sabellica

Par groupes de Brassica oleracea, on trouve :
- Groupe Ramosa Brassica oleracea L. var.ramosa DC. (1821) : chou branchu, chou à mille têtes...
- Groupe Acephala Brassica oleracea L. var.viridis L.(1753) : chou vert, chou cavalier, chou à vaches...
- Groupe Selenisia Brassica oleracea L. var.selenisia L.(1753) : chou aigrette, chou ornemental...
- Groupe Sabellica Brassica oleracea L. var.sabellica L. (1753) : chou frisé, chou vert, chou bricoli (vieux), kale...
- Groupe Palmifolia Brassica oleracea L. var.palmifolia DC. (1821) : chou palmier, palm kale...
- Groupe Medullosa Brassica oleracea L. var.medullosa Thell. (1918) : chou moëllier
- Groupe Alboglabra Brassica oleracea L. var.alboglabra (L;H; Bailey) Musil (1948) : brocoli chinois...
- Groupe Gemmifera Brassica oleracea L. var.gemmifera DC. (1821) : chou de Bruxelle...
- Groupe Gongylodes Brassica oleracea L. var.gongylodes L. (1753) : chou rave...
- Groupe Costata Brassica oleracea L. var.costata DC. (1821) : chou à grosses côtes,cabbage...
- Groupe Sabauda Brassica oleracea L. var. sabauda L. (1753) : chou de Milan, chou frisé, chou de Savoie, chou Marcelin, Savoy...
- Groupe Capitata Brassica oleracea L. var. capitata L. (1753) : chou blanc, chou vert, chou cabus, chou pommé...
- Groupe Rubra Brassica oleracea L. var. capitata L. f. rubra L.Thell. (1918) : chou rouge...
- Groupe Pyramidalis Brassica oleracea L. var. capitata L. f. pyramidalis (Mill) O.E. Schulz (1919) : chou pointu, chou nouveau...
- Groupe Botrytis Brassica oleracea L. var. botrytis L. (1753) : chou-fleur...
- Groupe Cymosa Brassica oleracea L. var. cymosa Duchesne (1785) : chou brocoli...

Par groupes de Brassica rapa, on trouve :
- Groupe Oleifera Brassica rapa L. var. sylvestris (Lam.) Briggs (1880) navette...
- Groupe Sarson Brassica rapa L. subsp. sarson (Prain Denford (1975) : sarson, navette indienne...
- Groupe Toria Brassica rapa L. subsp. toria (Prain Denford (1975) ; tori, navette indienne...
- Groupe Rapa Brassica rapa L. var. rapa B. rapa subsp. rapifera. Metzger (1823) : navet, rave, raviole...
- Groupe Cima di Rapa Brassica ruvo L.H. Bailey (1940) : brocoli-navet...
- Groupe Septiceps Brassica rapa L. var. septiceps L.H. Bailey (1930) : feuilles de navet...
- Groupe Chinensis Brassica rapa L. subsp. chinensis (L.) Hanelt (1986) : pakchoï, chou chinois, bette chinoise...
- Groupe Pekinensis Brassica rapa L. subsp. pekinensis (Lour) Hanelt (1986) : chou chinois, pétsaï...
- Groupe Parachinensis Brassica chinensis var. parachinensis L.H. Bailey (1930) Sinqkaja (1927) : choy sum, brocoli chinois,..
- Groupe Nipposinica Brassica rapa L. subsp. nipposinica L.H. Bailey (1930) Hanelt (1986) : mizuna, mibuna, dendragone...
- Groupe Narinosa Brassica rapa L. subsp. narinosa (L.H. Bailey) Hanelt (1986) : rosulaire...
- Groupe Perviridis Brassica rapa L. var. perviridis L.H. Bailey (1930) : moutarde épinard...

#### Autres genres deBrassicaceae
- Chou marin - Crambe maritima

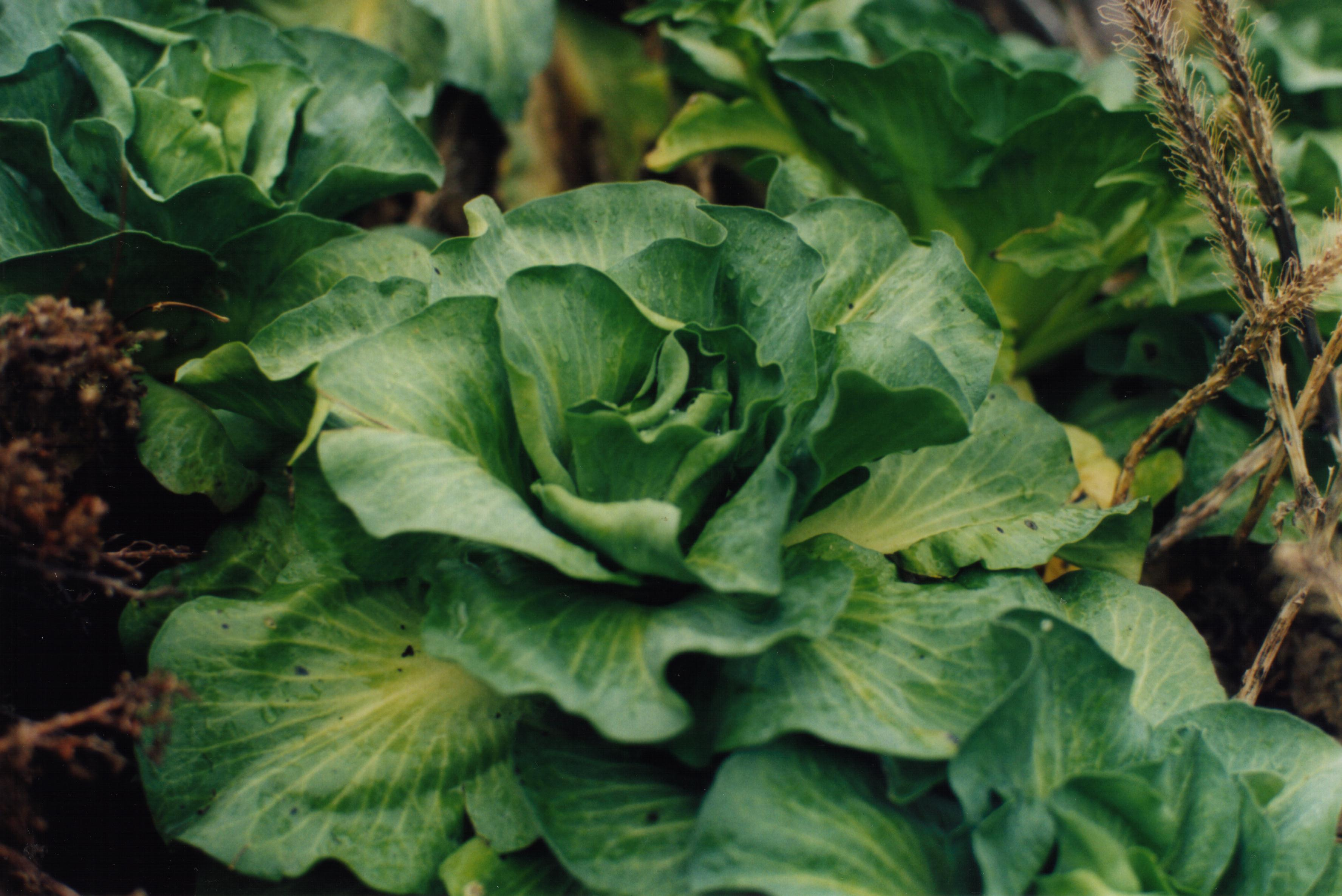
Chou de Kerguelen.

- Chou nuage blanc - Crambe cordifolia
- Chou de Kerguelen - Pringlea antiscorbutica
- Chou du désert - Schouwia thebaica
- Chou giroflée - Coincya monensis subsp. cheiranthos

### Autres familles

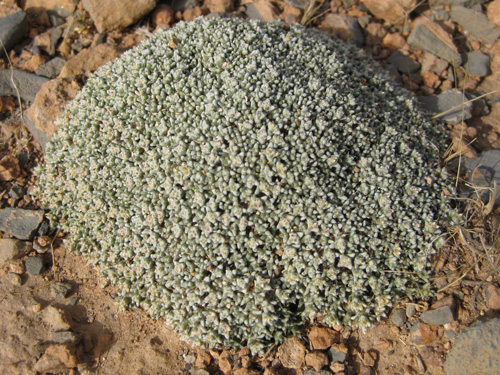
Chou-fleur du désert.

- Chou caraïbe - Xanthosoma sagittifolium (Araceae)
- Chou caraïbe - Colocasia esculenta (Araceae)
- Chou de chien - Mercurialis annua (Euphorbiaceae)
- Chou de chien - Mercurialis prennis (Euphorbiaceae)
- Chou-fleur de Bou Hammama - Anabasis aretioides (Amaranthaceae)[4]
- Chou-fleur du désert - Anabasis aretioides (Amaranthaceae)[5]
- Chou-palmiste - Sabal palmetto (Arecaceae) palmier chou
- Chou piquant - Coccothrinax barbadensis (Arecaceae)
- Chou puant - Symplocarpus renifolius (Araceae)
- Chou puant - Symplocarpus foetidus (Araceae)
- Chou de vigne - Tussilago farfara (Asteraceae)

## Le chou dans la cuisine
- chou farci
- farci poitevin
- choucroute
- kapouska
- garbure

## Les choux dans la culture populaire

### Naissances dans les choux et autres expressions

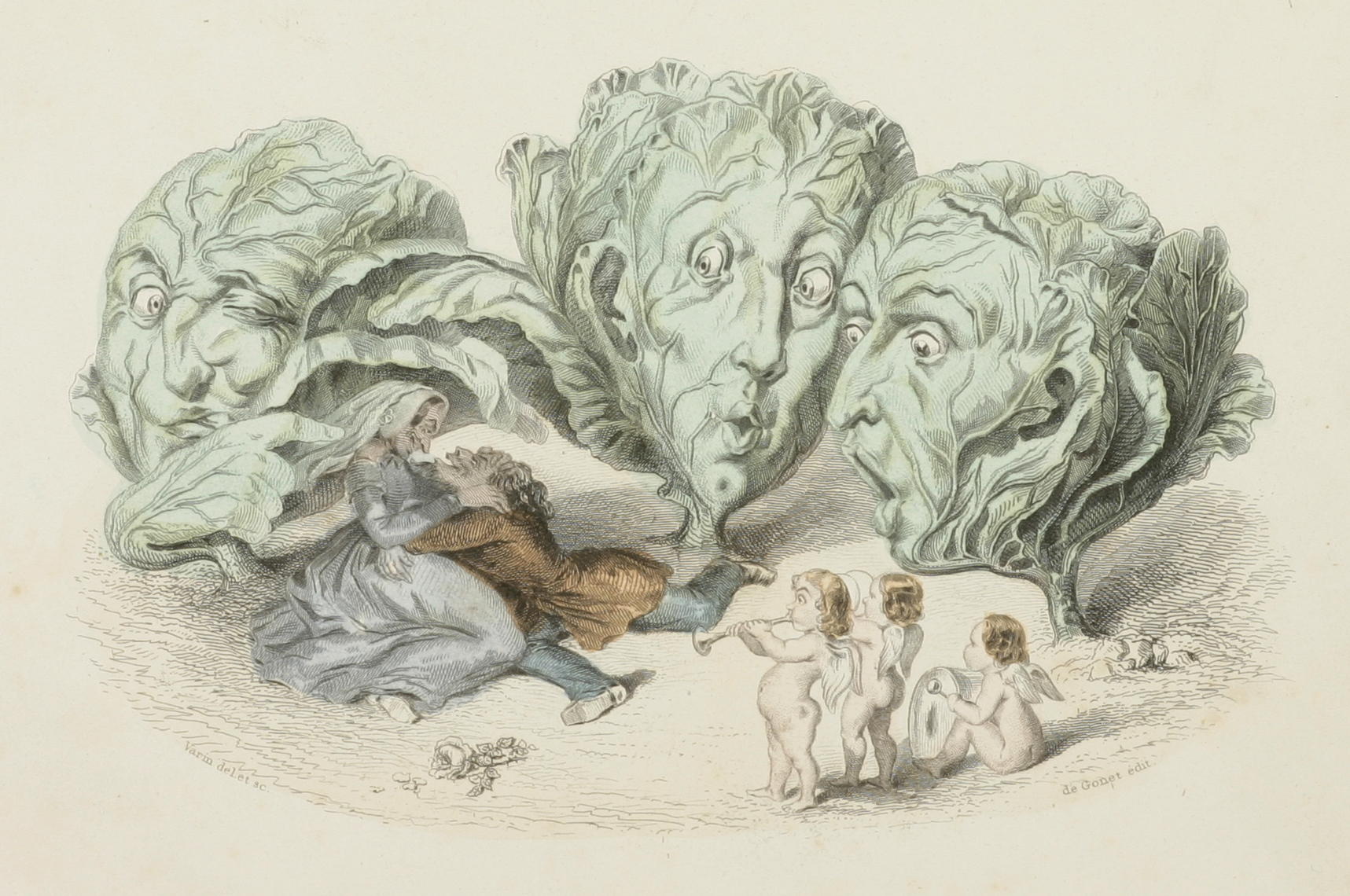
« Mon chou ».

- Le chou est un symbole de fécondité. Selon la légende populaire, les enfants naissent dans des choux. Un des premiers films de fiction, réalisé par Alice Guy en 1896, s'intitule La Fée aux choux[6], une fantaisie dont le personnage est une fée qui extrait d'un potager de choux un nouveau-né qu'elle montre, ravie, à la caméra.
- On dit que quelqu'un qui a le pavillon auriculaire décollé qu'il a les « oreilles en feuille de chou » ou bien boursouflé les oreilles en chou-fleur.
- « Etre dans les choux » : échouer, être dans une mauvaise situation ; être dans l'embarras.
- Les habitants de la Vendée sont surnommés les « Ventres à choux ».

### Musique
- L'Homme à tête de chou est un des surnoms du chanteur français Serge Gainsbourg en référence à ses oreilles décollées et au titre de son album-concept, sorti en 1976. Le disque lui-même tient son titre d'une sculpture de Claude Lalanne, épouse de François-Xavier Lalanne, acquise par Gainsbourg, que l'on voit sur la pochette. Cette sculpture représente un homme nu assis, mains et jambes écartés, dont la tête est un chou.
- Savez-vous planter les choux est une chanson enfantine dont l'origine remonterait au Moyen Âge[7],[8].